# 梅特曼
梅特曼（德語：Mettmann，發音：[ˈmɛtˌman] ⓘ）是德国北莱茵-威斯特法伦州杜塞尔多夫行政区梅特曼县的城市，也是梅特曼县的县治，面积42.56平方千米，2023年12月31日人口为39,197人。